# Établissements Brun, Dolo et Galtier
Établissements Brun, Dolo et Galtier, kurz B.D.G., war ein französischer Hersteller von Automobilen.

## Unternehmensgeschichte
Das Unternehmen aus Pierrefitte-sur-Seine begann 1947 mit der Produktion von Automobilen. Der Markenname lautete Dolo. 1948 endete die Produktion. Insgesamt entstanden etwa 25 oder 200 Fahrzeuge.

## Fahrzeuge
Das Modell JB, auch JB 10 und JB-4 genannt, war ein Kleinwagen. Ein luftgekühlter Vierzylindermotor mit 571 cm³ oder 592 cm³ Hubraum und 23 PS Leistung bei 4200/min trieb die Vorderräder an. Die Coupé-Karosserie bot Platz für 2 + 2 Personen. Ein angekündigtes Modell mit einem Achtzylindermotor und 1142 cm³ Hubraum wurde nie fertiggestellt.